# 哈米杜·迪亞洛
哈米杜·迪亞洛（英語：Hamidou Diallo，1998年7月31日—）為美國男子籃球運動員，現效力於中国男子篮球职业联赛山西汾酒。
迪亞洛NBA生涯效力過俄克拉何马城雷霆、底特律活塞、华盛顿奇才，2019年曾贏得NBA灌篮大赛冠軍。2024年9月16日，中国男子篮球职业联赛山西汾酒與迪亞洛簽約。2025年1月19日，由於妻子臨近預產期，山西汾酒取消註冊迪亞洛，註冊戈德温·奥梅纳卡。1月26日，山西汾酒註冊迪亞洛，取消註冊哈利·賈爾斯。3月17日，山西汾酒取消註冊迪亞洛，註冊易卜拉希马·法耶。

## 外部連結
- 哈米杜·迪亞洛在fiba.basketball（英语）
- 哈米杜·迪亞洛在archive.fiba.com（存檔）（英语）
- 哈米杜·迪亞洛在NBA官網（英语）
- 哈米杜·迪亞洛在NBA G聯盟官網（英语）
- 哈米杜·迪亞洛在中国男子篮球职业联赛官網
- 哈米杜·迪亞洛在Basketball-Reference.com（NBA）（英语）
- 哈米杜·迪亞洛在Basketball-Reference.com（NBA G聯盟）（英语）
- 哈米杜·迪亞洛在Basketball-Reference.com（國際）（英语）
- 哈米杜·迪亞洛在Sports-Reference.com（NCAA）（英语）
- 哈米杜·迪亞洛在ESPN（NBA）（英语）
- 哈米杜·迪亞洛在Eurobasket.com（球員）（英语）
- 哈米杜·迪亞洛在Proballers（英语）
- 哈米杜·迪亞洛在RealGM（英语）
- 哈米杜·迪亞洛在中国篮球数据库
- 哈米杜·迪亞洛在Flashscore（英语）